# Лю-Джо Нордмекканика
«Лю-Джо Нордмекканика» (Liu-Jo Nordmeccanica) — итальянская женская волейбольная команда из Модены. Входила в структуру волейбольного клуба «Ривер Воллей» (River Volley). Образована в мае 2016 объединением команд «Нордмекканика» (Пьяченца) и «Лю-Джо Воллей» (Модена). После окончания сезона 2017/2018 клуб прекратил свою деятельность.
В прошлом команда носила названия: «Ривер Воллей» (1983—1994), «Либертас—Ривер Воллей» (1994—1998), «Ребекки—Ривер Воллей» (1998—2004), «Ребекки» (2004—2006), «Ребекки-Карипарма» (2006—2007), «Ребекки-Лупа» (2007—2010), «Ребекки-Нордмекканика» (2010—2014), «Нордмекканика-Ребекки» (2014—2015), «Нордмекканика» (2015—2016), «Лю-Джо Нордмекканика» (2016—2018).

## Достижения
- двукратный Чемпион Италии — 2013, 2014;
  - двукратный серебряный призёр чемпионата Италии — 2016, 2017;
  - двукратный бронзовый призёр чемпионата Италии — 2012, 2015.
- двукратный обладатель Кубка Италии — 2013, 2014;
  - 3-кратный финалист Кубка Италии — 2012, 2016, 2017.
- двукратный обладатель Суперкубка Италии — 2013, 2014.
- серебряный призёр Кубка вызова ЕКВ 2013.

## История
В 1983 году в Ривергаро (провинция Пьяченца, область Эмилия-Романья) был образован волейбольный клуб «Ривер Воллей» (River Volley), где Ривер — сокращение от названия города. В период 1983—1988 годов клуб формировал лишь юниорские команды, но в 1988 впервые заявил команду «Ривер Воллей» для участия в региональном первенстве серии D чемпионата Италии. В 1994—1998 «Ривер Воллей» выступал в сериях С2 и С1, а в 1998—2003 под названием «Ребекки» (в честь спонсора клуба — компании «Massimo Rebecchi», крупного производителя одежды) — в сериях В2 и В1 итальянского первенства. В 2003 «Ребекки» добилась повышения в классе, выиграв путёвку во второй по значимости дивизион чемпионата страны — серию А2, а в 2005 перебазировалась из Ривераго в Пьяченцу. В 2006 команда выиграла турнир в А2 и в сезоне 2005/2006 выступала среди сильнейших команд Италии, но дебют в серии А1 вышел неудачным. «Ребекки» заняла предпоследнее (15-е) место и покинула ведущий дивизион. В 2009 команда из Пьяченцы вновь стала первой в серии А2 и с сезона 2009/2010 уже постоянно выступает в серии А1, хотя на протяжении первых двух лет занимала места в самом низу турнирной таблицы.
С 2010 ещё одним спонсором клуба становится компания «Nordmeccanica Group» (покрытие и ламинирование машин, механизмов, строений), по которой в названии команды добавилось ещё одно спонсорское имя — «Ребекки-Нордмекканика». В сезоне 2011/2012 команда под руководством тренера Риккардо Маркези впервые стала призёром чемпионата страны, выиграв «бронзу», а также вышла в финал Кубка Италии, где уступила «Ямамаю» из Бусто-Арсицио со счётом 0:3.

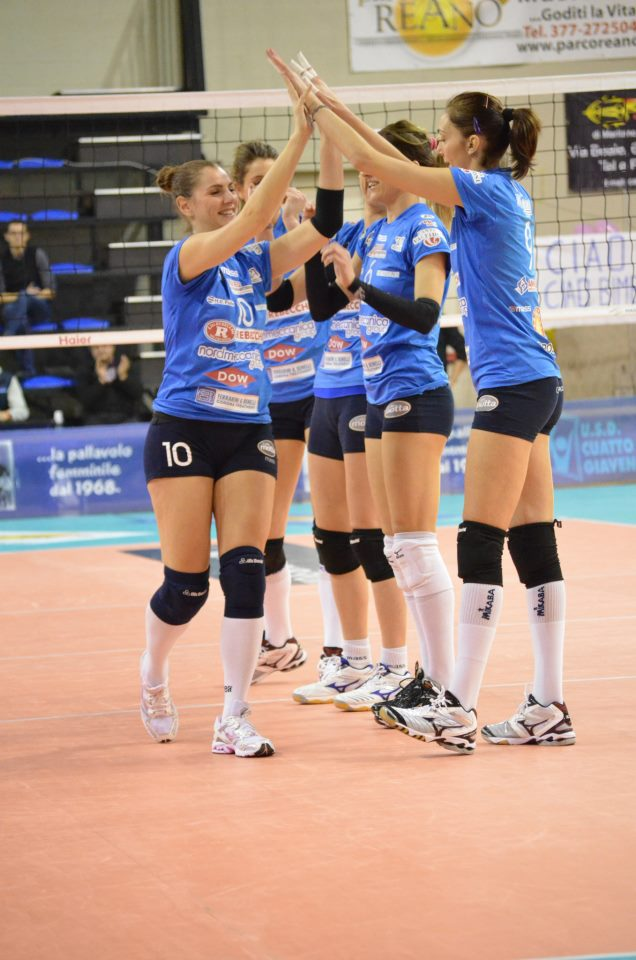
«Ребекки-Нордмекканика». Сезон 2012/13.

С 2012 команда из Пьяченцы вышла на лидирующие позиции в итальянском женском волейболе, на протяжении двух сезонов подряд по два раза под руководством тренера Джованни Капрары выиграв чемпионат, Кубок и Суперкубок Италии.
В сезоне 2012/2013 «Ребекки-Нордмекканика» в финальной серии чемпионата страны переиграла команду «Имоко» из Конельяно 3-1, а в финале Кубка — «Карнаги» (Вилла-Кортезе) 3:0. В октябре 2012 Пьяченца дебютировала в европейских клубных соревнованиях, но в розыгрыше Кубка Европейской конфедерации волейбола сенсационно выбыла в первом же раунде, уступив скромной украинской команде «Волынь-Университет» из Луцка, проиграв на выезде 2:3, взяв реванш дома 3:0, но всё же оказавшись слабее в «золотом» сете 10:15. После этой обескураживающей неудачи Пьяченца получила возможность играть в Кубке вызова и уверенно дошла до финала этого турнира, но уступила в нём российской команде «Динамо» из Краснодара. На своём поле «Ребекки-Нордмекканика» проиграла соперницам 2:3, в Краснодаре победила 3:1, но дополнительная партия опять сложилась не в пользу Пьяченцы (8:15) и возможность выиграть почётный трофей была упущена.

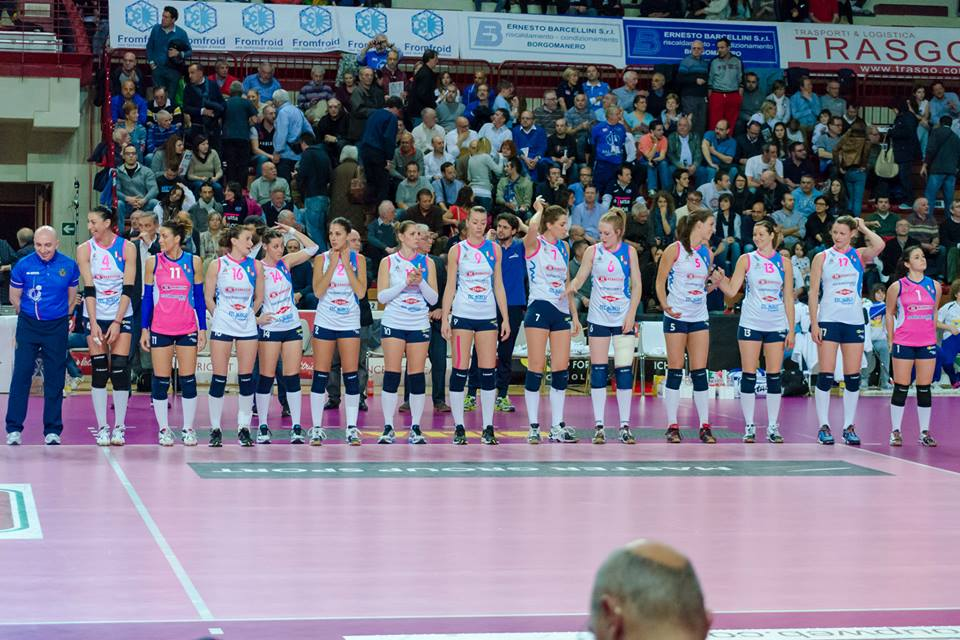
«Ребекки-Нордмекканика». Сезон 2013/14.

В 2013/2014 команда из Пьяченцы вновь дошла до финала чемпионата Италии, где уверенно победила «Унендо-Ямамай» (Бусто-Арсицио) 3-0 (3:1, 3:0, 3:0). Так же уверенно выглядела «Ребекки-Нордмекканика» и в Кубке страны, обыграв в финале «Фоппапедретти» из Бергамо 3:0, а также и в Суперкубке, где в трёх партиях была сильнее команды «Имоко» (Конельяно). В тройку лучших бомбардиров первенства вошла волейболистка Пьяченцы Л.Бозетти. Кроме неё двукратными чемпионками страны в составе клуба стали М.Леджери, Ф.Ферретти, С.Сансонна и голландка Ф.Мейнерс. В этом же сезоне «Ребекки-Нордмекканика» дебютировала в Лиге чемпионов, но став первой в своей группе предварительного этапа, в первом же раунде плей-офф уступила швейцарскому «Волеро» дважды по 1:3.

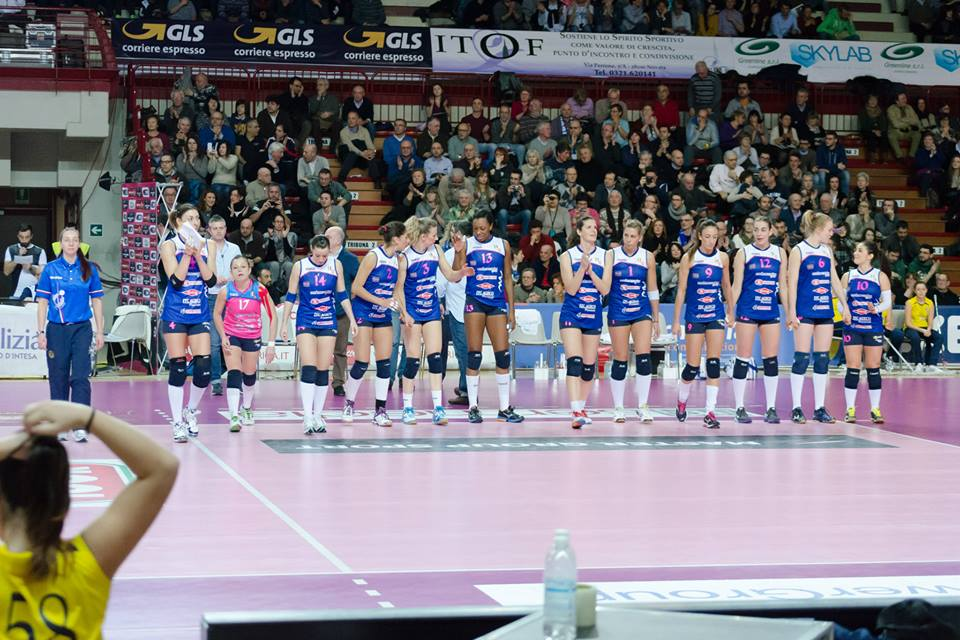
«Нордмекканика-Ребекки». Сезон 2014/15.

Сезон 2014/2015 принёс Пьяченце 3-е место в чемпионате страны. В полуфинале «Нордмекканика-Ребекки» уступила команде «Игор Горгондзола» (Новара) 0-3 и сложила свои чемпионские полномочия. В Лиге чемпионов Пьяченца вновь выбыла в первом же раунде плей-офф, дважды по 0:3 проиграв московскому «Динамо».

Логотип команды «Нордмекканика».

В 2015 году «Нордмекканика» (так стала называться команда после отказа от сотрудничества с клубом компании «Ребекки») кардинально обновила свой состав. Лишь три волейболистки остались в Пьяченце. Из наиболее известных новичков следует упомянуть голландок Ф.Мейнерс (вернулась в клуб после годичного отсутствия) и И.Белин, француженку К.Бауэр, сербскую связующую М.Огненович, а также итальянок Дж. Леонарди и Ф.Маркон. Пост главного тренера сохранил Марко Гаспари, сменивший в этой должности А.Кьяппини по ходу предыдущего сезона.
В 2016 Пьяченца играла в финале Кубка Италии и уступила «Фоппапедретти» 0:3. В Лиге чемпионов «Нордмекканике» опять не удалось пробиться в финальную стадию, уступив в четвертьфинале российской команде «Динамо-Казань» дважды по 0:3. В чемпионате Италии «Нордмекканика» дошла до финала, в котором проиграла команде «Имоко» (Конельяно) 1-3 (0:3, 0:3, 3:1, 0:3).

Логотип команды «Лю-Джо Нордмекканика».

После окончания сезона было объявлено об объединении команд «Нордмекканика» (Пьяченца) и «Лю-Джо Воллей» (Модена). Новая команда вошла в структуру ВК «Ривер-Воллей», стала носить название «Лю-Джо Нордмекканика» и базироваться в Модене. Головной офис клуба остался в Пьяченце. Спонсорами клуба остались компании «Liu-Jo» и «Nordmeccanica Group».
Обновлённая команда в сезоне 2016—2017 играла в финалах обоих главных турниров Италии — чемпионата и Кубка страны, но обоих случаях уступила своим соперникам. В финале Кубка «Лю-Джо Нордмекканика» проиграла команде «Имоко Воллей» из Конельяно 0:3, а решающей серии чемпионата не смогла одолеть «Игор Горгондзоле» из Новары 1-3 (3:1, 0:3, 1:3, 0:3). В Лиге чемпионов команда из Модены уступила за выход в финал четырёх московскому «Динамо» дважды в трёх партиях.
Сезон 2017—2018 команда из Модены провела неудачно, сменив по ходу чемпионата тренера — на место ушедшего в отставку Марко Гаспари пришёл опытный Марко Фенольо. Регулярное первенство команда закончила на 6-м месте и выбыла из борьбы за первенство уже на четвертьфинальной стадии. В конце сезона было объявлено о прекращении деятельности клуба «Ривер Воллей» и роспуске команды. Права на участие в серии А1 были проданы ВК «Кунео Гранде».

## Арена
Домашние матчи «Нордмекканика» проводила во дворце спорта («PalaBanca»), являющемся главной крытой ареной Пьяченцы. Открыт в 2005 году. Вместимость на спортивных мероприятиях — 3500 зрителей. Служит домашней ареной также для мужской волейбольной команды «Копра», выступающей в серии А чемпионата Италии и для мужской баскетбольной команды «Пьячентина».
После объединения в 2016 году команд «Нордмекканика» и «Лю-Джо Воллей» домашней командой «Лю-Джо Нордмекканики» был дворец спорта Джузеппе Панини («PalaPanini»), расположенный в Модене и в котором ранее играла «Лю-Джо Воллей». Вместимость — 4970 зрителей. Дворец был открыт в 1985 году («Vinicio Vecchi»). С 1996 назван в честь умершего в том же году Джузеппе Панини — итальянского предпринимателя, основателя и президента спортивной группы «Панини». В настоящее время дворец служит домашней ареной также для мужской команды «Модена», выступающей в серии А1 мужского чемпионата Италии. Кроме этого, дворец принимает соревнования и по другим видам спорта, а также концерты и театральные представления.
В 2010 году в «PalaPanini» был одной из игровых арен чемпионата мира по волейболу среди мужчин, а в 2014 — и среди женщин